# Harry Rosenswärd
Otto Harry Rosenswärd (* 20. April 1882 in Karlskrona; † 16. Juli 1955 in Stockholm) war ein schwedischer Segler.

## Erfolge
Harry Rosenswärd, der Mitglied im Göteborgs Kungliga Segelsällskap war, wurde bei den Olympischen Spielen 1912 in Stockholm in der 10-Meter-Klasse Olympiasieger. Dabei war er Crewmitglied der Kitty, die in beiden Wettfahrten der Regatta den ersten Platz belegte und damit den Wettbewerb vor dem finnischen Boot Nina und dem russischen Boot Gallia II gewann. Zur Crew der Kitty gehörten außerdem Carl Hellström, Paul Isberg, Herman Nyberg, Erik Wallerius, Humbert Lundén und Harald Wallin. Skipper des Bootes war Filip Ericsson.